# Rastila Station
Rastila Station (finsk: Rastilan metroasema, svensk: Rastböle metrostation) er en station på linje M1 på Helsinkis metro i området Vuosaari i Øst-Helsinki. Den ligger 1,244 km fra Vuosaari og 1,955 km fra Puotila.
Stationen, der er tegnet af Irmeli Grundström og Juhani Vainio, åbnede 31. august 1998. Betongvæggene er udsmykkede med Timo Heinos skulptur Nonstop.